# Боавішта (траса)
Боавішта (порт. Circuito da Boavista) — колишня вулична траса в Порту, Португалія, яка двічі використовувалася для перегонів Формули-1 Гран-прі Португалії. Оригінальна траса починалася біля гавані «Esplanada do Rio de Janeiro», продовжувалася на «Avenida da Boavista» (звідки й назва траси), а потім звивалася через невеликі квартали назад до стартової прямої.

## Історія

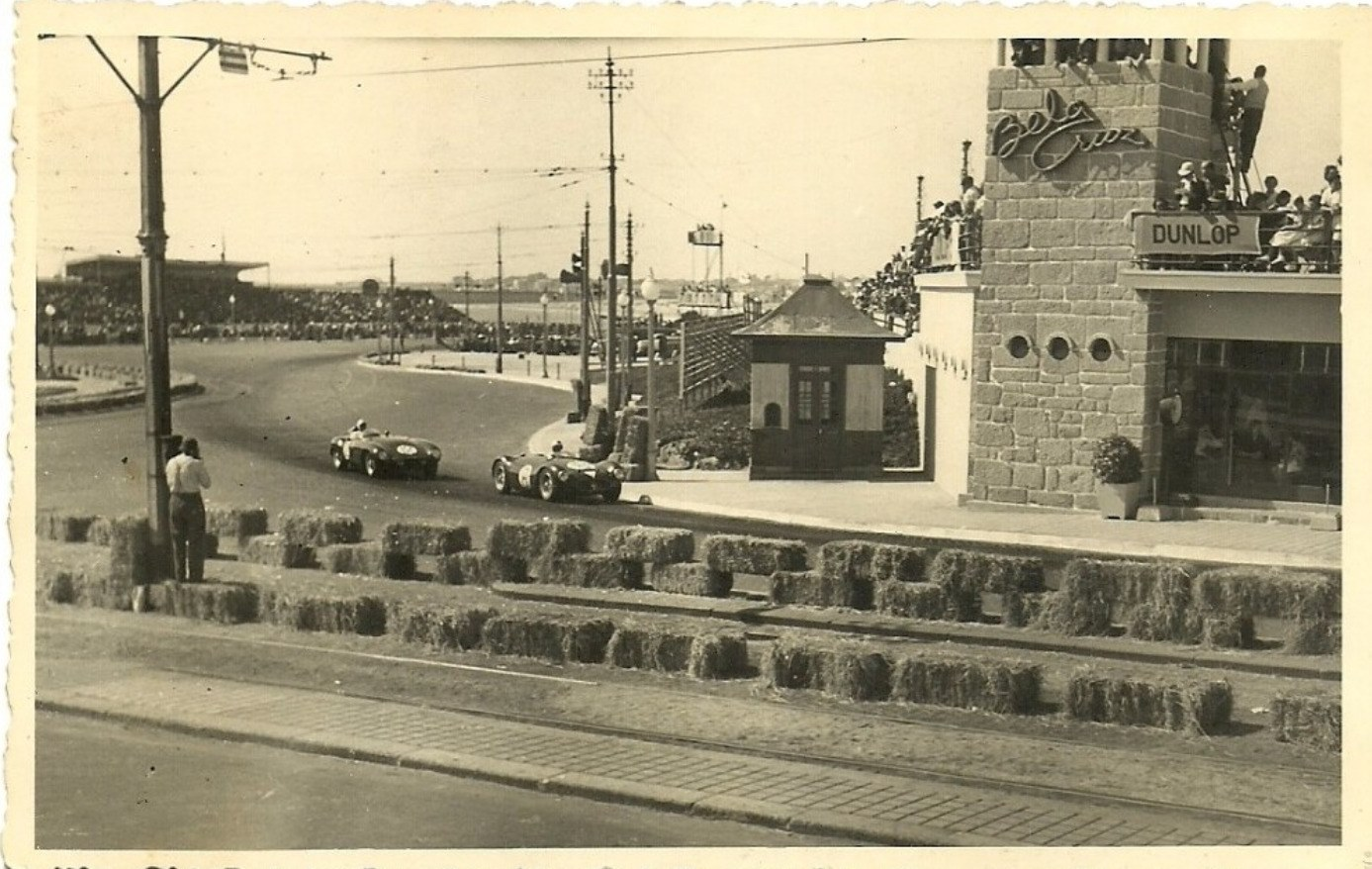
Луїджі Муссо на Maserati A6GCS попереду Жозе А. Ногейра Пінту на Ferrari 750 Monza під час Гран-прі Боавішти 1955 року.

Перший Гран-прі Формули-1 на трасі Боавішта відбувся в 1958 році, а переможцем гонки став Стірлінг Мосс. Після закінчення гонки Мосс проявив спортивну солідарність, ставши на захист свого співвітчизника та суперника за титул Майка Готорна, якому загрожував штраф за те, що він виїхав назустріч руху болідів після розвороту. Мосс переконав стюардів не дискваліфікувати Готорна, який зберіг друге місце та 6 очок. Зрештою Готорн виграв чемпіонат, випередивши Мосса на одне очко.
Гран-прі 1960 року стало справжньою гонкою на витривалість, лише сім болідів змогли досягти фінішу, три з яких відстали на більш ніж п'ять кіл від переможця Джека Бребема. Бребем також достроково став чемпіоном за два Гран-прі до кінця чемпіонату. Аварії та механічні проблеми змусили зійти з гонки майбутніх чемпіонів Джона Сертіса, Філа Гілла, Грема Гілла та інших пілотів.
Траса була відроджена в 2005 році, хоча її було скорочено в порівнянні з початковою версією, і тепер її довжина становила 4,800 км. Заходи на трасі проводилися кожні два роки. Окрім історичного Гран-прі Боавішти, тут також проводилися перегони з сучасними автомобілями. У 2007, 2009, 2011 і 2013 роках на трасі проходив етап чемпіонату FIA WTCC в Португалії, подія, яка включала в свою програму європейські категорії автоспорту, такі як Міжнародна Формула-Master та різні національні змагання Португалії.
У 2015 році міська рада Порту вирішила відмовитись від траси, заявивши, що після скорочення підтримки з боку Turismo de Portugal витрачати близько трьох мільйонів євро на захід було б безвідповідально.

## Рекорди кола
Офіційні рекорди найшвидшого кола перегонів на трасі Боавішта виглядають так:
| Категорія                                         | Час                                              | Гонщик                                           | Транспорт                                        | Подія                                            |
| Відновлене кільце Гран-прі: 4.800 км (2005–2013)  | Відновлене кільце Гран-прі: 4.800 км (2005–2013) | Відновлене кільце Гран-прі: 4.800 км (2005–2013) | Відновлене кільце Гран-прі: 4.800 км (2005–2013) | Відновлене кільце Гран-прі: 4.800 км (2005–2013) |
| ------------------------------------------------- | ------------------------------------------------ | ------------------------------------------------ | ------------------------------------------------ | ------------------------------------------------ |
| Міжнародна Формула-Master                         | 1:54.125                                         | Кріс ван дер Дріфт                               | Tatuus N.T07                                     | 2007 Етап Формули-Master на Боавішті             |
| Super 2000                                        | 2:05.846                                         | Роберт Гафф                                      | Chevrolet Cruze 1.6T                             | 2011 Етап FIA WTCC в Португалії                  |
| SEAT León Eurocup                                 | 2:14.195                                         | Массіміліано Педала                              | SEAT León Supercopa                              | 2009 Етап SEAT León Eurocup на Боавішті          |
| Друге кільце Гран-прі: 7.406 км (1952–1960)       |                                                  |                                                  |                                                  |                                                  |
| Формула-1                                         | 2:27.530                                         | Джон Сертіс                                      | Lotus 18                                         | 1960 Гран-прі Португалії                         |
| Спорткар                                          | 2:46.401                                         | Альфонсо де Портаго                              | Ferrari 857 Monza                                | 1956 Гонка спорткарів на Боавішті                |
| Оригінальне кільце Гран-прі: 7.775 км (1950–1951) |                                                  |                                                  |                                                  |                                                  |
| Спорткар                                          | 3:32.800                                         | Джованні Бракко                                  | Ferrari 340 America                              | 1951 Гран-прі Португалії                         |